# Trasporti Urbani Varese
TUV Trasporti Urbani Varese S.r.l è stata la società privata di gestione del trasporto pubblico locale nel comune di Varese. Ha operato sul territorio comunale varesino dal settembre 2010, anno nel quale ha rilevato la fallita Sila Varese. Gestiva undici linee urbane automobilistiche (dieci delle quali ereditate da Sila, più una - la O - istituita ex novo), le quali si dipanavano su una superficie di 1498 km², pari a quella comunale. La flotta è stata ereditata da Sila Varese, ed è stata lievemente aggiornata con l'alienazione di alcuni convogli troppo vetusti e l'acquisto di nuovi autobus.
TUV era gestita da una joint venture fra tre società di trasporto della provincia di Varese:  GLC Giuliani & Laudi, Autolinee Castano e Attilio Baldioli Viaggi, con la prima società nella veste di socio maggioritario ed espressione del presidente. Era posta sotto l'egida del CTPI - Consorzio Trasporti Pubblici Insubria s.c.a.r.l., del quale ospitava anche la sede legale.
La società, a seguito dell'evoluzione della procedura di fallimento di Sila Varese, ha chiuso il 2 gennaio 2013, venendo sostituita da aziende aderenti CTPI.

## Linee gestite
- A Varese Biumo Superiore-Varese Capolago
- B Varese Corridoni-Varese Sangallo
- C Varese Bizzozero-(via Carnia, centro, Viale Aguggiari, Sant'Ambrogio)-Varese S. Monte
- CF Varese S. Monte-Varese Campo dei Fiori
- E Varese Bizzozero-(Viale Borri, centro, Viale Sanvito, Masnago)-Varese Avigno
- G Varese Piazzale Trieste (Stazione F.S.)-Varese Cimitero Giubiano
- H Varese Montello-Varese San Fermo
- N Varese Calcinate del Pesce-Varese Cascina Mentasti
- O Varese Piazzale Trieste (Stazione F.S.)-Varese Via Guicciardini (Ospedale di Circolo)
- P Rione Olona di Induno Olona-Varese Velate
- Z Varese Calcinate Origoni-Varese Bregazzana